# Lhanbryde
Lhanbryde (Lann Brìghde in lingua gaelica scozzese) è una località della Scozia, situata nell'area di consiglio del Moray.